# (727) Nipponia
(727) Nipponia ist ein Asteroid des Hauptgürtels, der am 11. Februar 1912 vom deutschen Astronomen Adam Massinger in Heidelberg entdeckt wurde. 
Der Asteroid ist nach der japanischen Bezeichnung Nippon für Japan benannt.